# Francuska veza (1971.)
Francuska veza (eng. The French Connection) je film Williama Friedkina iz 1971. Film je nastao na istinitoj knjizi Robina Moorea, dok je scenarij adaptiran pa priča nema veze sa stvarnošću. Govori o dva njujorška policajca koji pokušavaju presresti pošiljku heroina koja stiže iz Francuske. Priča je temeljena na stvarnoj "Francuskoj vezi" (zloglasnoj narko-ruti kojom se iz Turske preko Francuske heroin dopremao u Sjedinjene Države). U glavnim ulogama su nastupili Gene Hackman (kao njujorški policijski detektiv Jimmy "Popeye" Doyle), Roy Scheider (kao njegov partner Cloudy) i Fernando Rey.
Film je dobitnik Oscara za najbolji film, a osim toga je osvojio nagrade u kategorijama najboljeg glavnog glumca (Gene Hackman), najboljeg redatelja, montaže i adaptiranog scenarija. Nominiran je za najboljeg sporednog glumca (Roy Scheider), najbolju fotografiju i zvuk.

## Casting
Iako se glumačka postava činila pokazala kao jedna od najjačih strana filma, Friedkin je imao problema s odabirom glumaca od početka. Za glavnog glumca nije htio Hackmana nego Jackieja Gleasona, te čak njujorškog kolumnista, Jimmyja Breslina, koji nikad nije glumio. Međutim, u to vrijeme je studio smatrao Gleasona komercijalno neisplativim, dok je Breslin odbio upravljati autom što je zahtijevao lik Popeyea u integralnoj auto jurnjavi. Producenti su razmišljali i o Steveu McQueenu, ali on nije htio snimiti još jedan policijski film.
Angažiranje Reya za ulogu glavnog krijumčara heroina, Alana Charniera, rezultirala je zamjenom identiteta. Friedkin je rekao svom redatelju castinga da nađe španjolskog glumca kojeg je vidio u francuskom filmu, Belle de Jour, koji je zapravo bio Francisco Rabal, ali Friedkin mu nije znao ime. Umjesto njega, angažiran je Rey koji nije znao govoriti engleski, a ni francuski mu nije bio najbolji. Međutim, kad su konačno našli Rabala, otkrili su da ne govori ni francuski ni engleski, a Rey je zadržao ulogu.

## Radnja
Film se vrti oko krijumčarenja narkotika između Marseillesa, Francuske i New Yorka. Priča počinje u Marseillesu s policajcem koji sprema zamku za Alana Charniera, francuskog kriminalca koji je navodno bivši direktor lučke kompanije, ali je zapravo umiješan u krijumčarenje heroina iz Francuske u Sjedinjene Države (u jednom trenutku, Charmier dobacuje kako nije radio ništa pošteno "otkad je sišao s dizalice"). Francuskog policajca ubija Charnierov čovjek, Pierre Nicoli.
U New Yorku, detektivi "Popeye" Doyle i "Cloudy" Russo su također na tajnom zadatku, Doyle obučen kao Djed Mraz, dok Russo glumi prodavača hot-doga. Konačno, osumnjičeni kojeg slijede učini prvi korak, a detektivi se daju u potjeru za njim. Nakon što su uhvatili osumnjičenika (te nakon što su ga pretukli kad je ovaj porezao Russovu ruku nožem), detektivi počinju agresivno ispitivati čovjeka i na kraju ga prisiljavaju da im kaže je gdje njihova "veza".
Nakon što su sredili Russoovu ruku, Doyle ga nagovara da odu na piće. U noćnom klubu, Doylea počinje zanimati dvoje ljudi: Sal Boca i njegova mlada prelijepa žena, Angie. Doyle nagovara svog partnera da pođe s njim kako bi ih slijedili; nakon nekoliko scena postaje jasno da je, unatoč tome što Boca vodi skromni kiosk i restoran, umiješan u neke kriminalne aktivnosti jer sa ženom odlazi u razne noćne klubove te vozi nekoliko novih automobila. Ubrzo se pojavljuje veza između Bocinih i osobe po imenu Joel Weinstock, za kojeg se govori da ima veze u narko podzemlju. Doyle i Russo zatim obavljaju raciju u afroameričkom baru u Brooklynu gdje pronalaze niskokvalitetnu marihuanu i druge lake droge. Racija je izgovor za Doylea kako bi pronašao doušnika (kojeg fizički napada kako bi izgledalo uvjerljivo) kojeg nakon toga ispituje o iznenadnom nedostatku teških droga na ulici; Doyle saznaje da stiže velika pošiljka heroina. Detektivi uvjeravaju svog nadređenog, Simonsona, da odobri prisluškivanje Bocinih telefona te da iskoriste nekoliko smicalica (uključujući Russoov obijesni flert s Angie dok njenog muža nije bilo) kako bi se domogli još koje informacije.
Film se koncentrira na tri glavne točke: pokušaje kriminalaca da prokrijumčare drogu u SAD (što je učinjeno kad Charnier nasamari svog prijatelja Henrija Deverauxa oko uvoza automobila u SAD; iako to Deveraux to ne zna, droga je pomno skrivena u vozilu) i kasniju prodaju droge Weinstocku i Salu Boci; Doyleove i Russoove pokušaje da uhvate Bocu i Charniera; te na sukob dvojice detektiva sa Simonsonom (njihovim nadređenim) i federalnim agentom Mulderigom. Doyle i Mudering se otvoreno ne podnose; Russo i Doyle osjećaju da ne mogu obaviti uhićenja bez vladine pomoći; a Mulderig nikad ne oklijeva kritizirati Doylea oko stvari koje sežu od trivijalnosti kao što je Dolyeov izgled ("Izgledaš usrano") do neodređenih događaja iz prošlosti, o čemu Mulderig kaže, "zadnji put kad si bio oko nečeg siguran, imali smo mrtvog policajca" (dvojica umalo ulaze u fizički obračun nakon ove izjave).
Charnier ubrzo odlučuje da Doylea treba eliminirati. Charnierova desna ruka, Nicoli (koji je ubio francuskog detektiva), se ponudi za posao te pokuša ubiti Doylea s krova puškom. Međutim, zapetlja se i počinje igra mačke i miša koja završava automobilskom potjerom. Potjera završava kad se nadzemni vlak kojeg je Nicoli oteo, zabije u drugi vlak; stiže Doyle i upuca ga u leđa (Nicoli je pokušavao pobjeći trčeći prema željezničkoj platformi).
Auto u kojem se nalazi droga, koje je Deveraux uvezao u SAD, konačno pronalazi policija kad su ga neki mladi lopovi htjeli razmontirati (policija je prvotno mislila kako su se vratili vlasnici auta kako bi izvukli drogu). Nakon toga Doyle i Russo razmontiravaju auto, sve dok nakon nekoliko sati ne nalaze narkotike nakon što je mehaničar rekao kako je skinuo sve osim komandne ploče.
Na vrhuncu filma, čini se da je prodaja droge (koja se odvijala u napuštenoj tvornici) bila veliki uspjeh; Bocin i Weinstockov ekspert kušaju heroin i slože se kako je jako kvalitetan. Na povratku, kriminalci stavljaju novac u gotovo isto mjesto koje je korišteno u autu koje je Deveraux dovezao (auto je poslan u Francusku, gdje bi Charnier trebao pokupiti novac). Charnier i Sal Boca odlaze, ali ubrzo nalijeću na policijsku cestovnu blokadu, koju predvodi Doyle. Policija počinje progoniti Charniera i Bocu nazad prema tvornici, gdje je Sal ubijen tijekom pucnjave s policijom, a gotovo svi ostali se predaju nakon što je policija upotrijebila suzavac.
Charnier bježi u skladište, a Doyle ga počinje slijediti. Russo mu se pridružuje u potjeri, a priča doživljava veliki preokret jer napeti Doyle, vidjevši figuru u sjeni, ispuca cijeli spremnik na nju. Na Russoovo zaprepaštenje, čovjek kojeg je Doyle ubio nije Charnier, već Mulderig. Zadnji zvuk koji se čuje u filmu je jedan pucanj.
Obavijest prije odjavne špice kaže kako od ljudi koji su uhićeni, jedino su se Joel Weinstock i Angie Boca uspjeli izvući od zatvora (optužba protiv Weinstocka je odbačena, dok se Angie izvukla s uvjetnom osudom). Alain Charnier nikad nije pronađen u Americi. Doyle i Russo su premješteni iz odjela za narkotike.

## Sličnosti s pravim ljudima
Osim dvojice protagonista, nekoliko izmišljenih likova ima temelj u stvarnim ljudima. Lik Alaina Charniera temeljen je na Jeanu Jehanu koji je poslije uhićen u Parizu zbog raspačavanja droge, iako nije izručen. Sal Boca temeljen je na Patsyju Fuci, a njegov brat na Fucovom bratu, Anthonyju. Angie Boca temeljena je na Patsyjevoj supruzi Barbari, koja je kasnije s Robinom Mooreom napisala knjigu u kojoj je detaljizirala svoj život s Patsyjem. Fucasovi i njihov ujak bili su dio ekipe dilera heroina koja je radila s nekim njujorškim kriminalističkim obiteljima. Henri Deveraux je temeljen na Jacquesu Angelinu, televizijskom glumcu koji je uhićen i osuđen na tri do šest godina, a odslužio je oko četiri prije povratka u Francusku. Lik Joela Weinstocka je, prema redateljevu komentaru, nastao kao poveznica nekoliko sličnih narko-dilera.

## Glumci
- Gene Hackman - Detektiv Jimmy 'Popeye' Doyle
- Fernando Rey - Alain Charnier
- Roy Scheider - Detektiv Buddy 'Cloudy' Russo
- Tony Lo Bianco - Salvatore 'Sal' Boca
- Marcel Bozzuffi - Pierre Nicoli
- Frédéric de Pasquale - Henri Devereaux
- Bill Hickman - Bill Mulderig
- Ann Rebbot - gđa. Marie Charnier
- Harold Gary - Joel Weinstock
- Arlene Farber - Angie Boca

## Zanimljivosti
- Automobilska potjera iz filma bila je predmet parodije u filmu iz 1980., Braća Blues.
- Produkcija je počela u studenom 1970., a završena je u ožujku 1971.
- Peter Boyle je originalno angažiran za ulogu "Popaja" Doylea, ali je kasnije odustao jer je njegov agent smatrao kako će film doživjeti neuspjeh.
- Scena u kojoj ubojica s krova cilja Popeyea doživjela je referencu u filmu Veliki (1988.) kad glavni junak Josh Baskin (Tom Hanks) gleda televiziju.
- Charles Bronson bio je jedan od kandidata za ulogu koja je na kraju pripala Geneu Hackmanu.
- Redatelj Christopher Nolan koristio je automobilsku potjeru kao inspiraciju za potjeru u filmu iz 2005., Batman: Početak.

## Vanjske poveznice
- Francuska veza u internetskoj bazi filmova IMDb-a
- Under the Influence: William Friedkin and The French Connection  Arhivirana inačica izvorne stranice od 1. studenoga 2010. (Wayback Machine), DGA Magazine
- Anatomy of a Chase  Arhivirana inačica izvorne stranice od 17. ožujka 2011. (Wayback Machine), DGA Magazine